# ТЕС Асір
ТЕС Асір — теплова електростанція на південному заході Саудівської Аравії.
Віддалені від основних індустріальних центрів саудійські поселення традиційно забезпечували електроенергією за рахунок теплових електростанцій на нафтопродуктах, які працювали у ізольованому від енергосистеми країни режимі. До таких, зокрема, відносилась ТЕС Асір в районі міста Абху, що почала роботу з 1979 року. Станом на 2004 рік тут працювали 8 встановлених на роботу у відкритому циклі газових турбін:
- 3 турбіни General Electric потужністю від 48,3 МВт до 48,9 МВт;
- 2 турбіни Westinghouse потужністю по 67,2 МВт;
- 3 турбіни General Electric потужністю по 54,5 МВт;
Сукупний показник газових турбін рахувався на рівні 433 МВт, крім того, діяли 9 генераторних установок на основі двигунів внутрішнього згоряння з сукупним показником у 76,5 МВт.
В 2005—2006 роках станцію підсилили ще двома газовими турбінами Siemens одиничною потужністю по 69,9 МВт.